# ابراهیم لابازانوف
ابراهیم لابازانوف (روسی: Ибрагим Сулейманович Лабазанов؛ زادهٔ ۱۵ سپتامبر ۱۹۸۷) کشتی‌گیر کشتی فرنگی اهل روسیه است.
وی در مسابقات کشوری و بین‌المللی در مجموع برندهٔ ۱ مدال طلا، ۲ مدال نقره شده‌است.